# The Mechanic (film fra 2011)
The Mechanic er en amerikansk action thrillerfilm fra 2011 instrueret af Simon West, med Jason Statham, Ben Foster, Tony Goldwyn, Donald Sutherland, James Logan, Mini Andén, Jeff Chase og Christa Campbell på rollelisten. Den er skrevet af Lewis John Carlino og Richard Wenk, og det er en genindspilning af filmen af samme navn fra 1972. Statham spiller Arthur Bishop, der er en professionel lejemorder, der har specialiseret sig i at få sine mord til at ligne ulykker, selvmord eller fejlslagne røverier.
Den blev udgivet i USA og Canada d. 28. januar 2011, og fik blandede anmeldelser. Den indspillede for $76.3 million mod et budget på $40 mio.
Der blev produceret en efterfølger, Mechanic: Resurrection, som udkom 26. august 2016, der ligeledes har Statham i hovedrollen.

## Medvirkende
- Jason Statham som Arthur Bishop
- Ben Foster som Steve McKenna
- Tony Goldwyn som Dean Sanderson
- Donald Sutherland som Harry McKenna
- Jeff Chase som Burke
- John McConnell som Andrew Vaughn
- Mini Andén som Sarah
- Stuart Greer som Ralph
- Christa Campbell som Kelly
- Lance E. Nichols som Henry
- J.D. Evermore som Gun Runner
- David Leitch som Sebastian
- Mark Nutter som John Finch, Deans Bodyguard
- Lara Grice som Mrs. Finch
- Ada Michelle Loridans som Finch' datter
- Katarzyna Wolejnio som Maria
- James Logan som Jorge Lara
- Eddie J. Fernandez som Lara's Guard
- Joshua Bridgewater som Raymond, The Carjacker
- Choop som Arthur The Dog

## Eksterne Henvisninger
- The mechanic på Internet Movie Database (engelsk)
- The mechanic på Filmdatabasen
- The mechanic på Scope
- The mechanic i Svensk Filmdatabas (svensk)
- The mechanic på AlloCiné (fransk)
- The mechanic på MovieMeter (nederlandsk)
- The mechanic på AllMovie (engelsk)
- The mechanic hos American Film Institute (engelsk)
- The mechanic på Turner Classic Movies (engelsk)
- The mechanic på The Movie Database (engelsk)